# Palais d'Hiver
Pour l’article homonyme, voir Palais d'Hiver.

Le palais d'Hiver (en russe : Зимний дворец, IPA : [ˈzʲimnʲɪj dvɐˈrʲɛts], Zimnij dvorets) à Saint-Pétersbourg, en Russie, était, de 1732 à 1917, la résidence officielle des monarques russes. Aujourd'hui, le palais restauré fait partie d'un ensemble de bâtiments abritant le musée de l'Ermitage. Situé entre le quai du Palais et la place du Palais, adjacent au site du palais d'Hiver original de Pierre le Grand, le Palais d'Hiver actuel et quatrième a été construit et modifié presque continuellement entre la fin des années 1730 et 1837, quand il fut sévèrement endommagé par un incendie et immédiatement reconstruit. La prise d'assaut du palais en 1917, telle que représentée dans les peintures soviétiques et le film d'Eisenstein en 1927, sont devenus un symbole de la révolution russe.
Le palais a été construit sur une échelle monumentale qui était destinée à refléter la puissance et le pouvoir de la Russie impériale. Du palais, le tsar régnait sur 22 400 000 kilomètres carrés (soit près du sixième de la surface émergée terrestre) et sur plus de 125 millions de sujets à la fin du XIXe siècle. Il a été conçu par de nombreux architectes, notamment Bartolomeo Rastrelli, dans ce qui est connu sous le nom du style baroque élisabethain. Le palais vert et blanc a la forme d'un rectangle allongé et sa façade principale mesure 250 mètres de long et 30 mètres de haut. Le palais d'Hiver a été conçu pour contenir 1 786 portes, 1 945 fenêtres, 1 500 pièces et 117 escaliers. À la suite d’un grave incendie, la reconstruction du palais de 1837 laissa l'extérieur inchangé, mais une grande partie de l'intérieur fut redessinée dans une variété de goûts et de styles, conduisant le palais à être décrit comme un « palais du XIXe siècle inspiré par un modèle de style rococo ».
En 1905, le massacre du Dimanche rouge a eu lieu lorsque les manifestants ont marché sur le palais d'Hiver, mais la famille impériale avait choisi de vivre dans le plus sûr et isolé palais Alexandre à Tsarskoïe Selo et de retourner au palais d'Hiver pour des occasions formelles et cérémonielles. Après la révolution de février 1917, le palais fut pendant quelque temps le siège du gouvernement provisoire russe, dirigé par Alexander Kerensky. Plus tard cette même année, le palais a été pris d'assaut par un détachement de soldats et de marins de l'Armée rouge, un moment décisif dans la naissance de l'État soviétique.

## Le palais de Pierre le Grand
De retour de sa Grande Ambassade en 1698, Pierre Ier se lance dans une politique d'occidentalisation et d'expansion qui va transformer le tsarat de Russie en Empire russe et en une puissance européenne majeure. Cette politique se manifeste par la fondation en 1703 d'une nouvelle ville, Saint-Pétersbourg, que le souverain veut de briques et de ciment. Le style et l'urbanisme de la nouvelle ville sont conçus comme un rejet conscient de l'architecture traditionnelle russe influencée par Byzance, telle que la mode du style Baroque Narychkine, en faveur de l'architecture d'inspiration classique qui prévaut dans les grandes villes d'Europe. Le tsar avait prévu que sa nouvelle ville serait conçue dans un style renaissance flamand, plus tard connu sous le nom de Baroque pétrovien, et c'est ce style qu'il choisit pour son nouveau palais. La première résidence royale sur le site est une modeste cabane en rondins, construite en 1704, face à la rivière Neva. En 1711, elle est transportée sur le quai Pierre-le-Grand, où elle se trouve encore.
Le XVIIIe siècle est une période de grand développement dans l'architecture royale européenne, à mesure que le besoin d'une résidence fortifiée diminuait progressivement. Ce processus, qui avait commencé à la fin du XVIe siècle, s'accélère et les grands palais classiques remplacent rapidement les châteaux fortifiés dans les pays européens les plus puissants. Un des exemples les plus anciens et les plus notables est Versailles, œuvre de Louis XIV. Largement achevé en 1710, Versailles, avec sa taille et sa splendeur, exacerbe la rivalité entre les souverains d'Europe. Pierre le Grand, désireux de promouvoir tous les concepts occidentaux, souhaite avoir un palais moderne comme ses frères souverains. Cependant, contrairement à certains de ses successeurs, il n'aspire jamais à rivaliser avec Versailles.

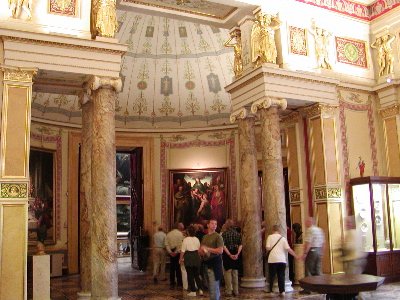
Exèdre du palais d'Hiver.

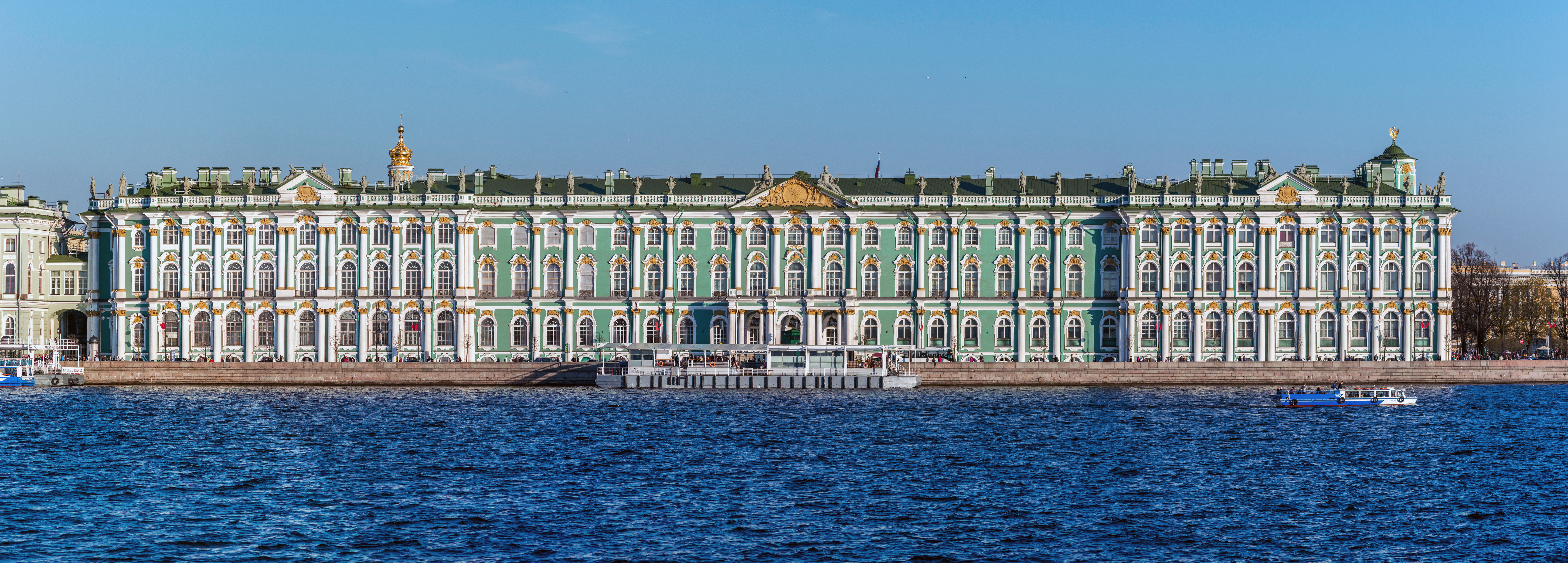
Le palais d'Hiver vu depuis la Neva.

Après le dégagement du site, le tsar s'engage alors dans la construction d'une maison plus grande entre 1711 et 1712. Cette maison, aujourd'hui appelée le premier palais d'Hiver , est conçue par Domenico Trezzini. Il s'agit d'un modeste bâtiment de deux étages couvert d'un toit d'ardoise. Il semble que Pierre se lasse bientôt du premier palais, car en 1721, la deuxième version du palais d'Hiver est construite sous la direction de l'architecte Georg Mattarnovi. Cet édifice, bien que très modeste comparé aux palais royaux des autres capitales européennes, s'élève sur deux étages au-dessus d'un rez-de-chaussée, avec une façade centrale couronnée d'un fronton soutenu par des colonnes. C'est ici que Pierre le Grand meurt en 1725.
Le palais d'Hiver n'était pas le seul palais de la ville inachevée, ni même le plus splendide, puisque Pierre avait ordonné à ses nobles de construire des résidences et d'y passer la moitié de l'année. Mais ces derniers n'aimaient pas le site car Saint-Pétersbourg avait été fondée sur un marais, avec peu de lumière du soleil, et il était dit que seuls les choux et les navets y poussaient. Il était interdit d'abattre des arbres pour se chauffer de sorte que l'eau chaude n'était autorisée qu'une fois par semaine. Seule la seconde épouse de Pierre, l'impératrice Catherine, prétendait profiter de la vie dans la nouvelle ville.
À la suite du travail forcé des esclaves venus de partout dans l'Empire, l'édification de la ville progresse rapidement. On estime que 200 000 personnes sont mortes pendant les vingt ans de la construction de la ville. Un diplomate de l'époque, qui décrit la ville comme « un tas de villages reliés entre eux, comme une plantation dans les Antilles », l'appelle « une merveille du monde, compte tenu de ses magnifiques palais » quelques années plus tard. Certains de ces nouveaux palais dans le style baroque flamand bien-aimé de Pierre, tels que les palais Kikine et Menchikov, sont toujours debout.

## Le palais de 1725 à 1855
À la mort de Pierre le Grand en 1725, la ville de Saint-Pétersbourg était encore loin d'être le centre de la culture et de la civilisation occidentale qu'il avait imaginé. Beaucoup d'aristocrates qui avaient été contraints par le tsar à habiter Saint-Pétersbourg partirent. Les loups parcouraient les places la nuit tandis que des bandes de serfs forcés et mécontents, importés pour construire la nouvelle ville et la flotte de la Baltique du tsar, se rebellaient fréquemment.
Pierre Ier fut remplacé par sa veuve, Catherine Ire, qui régna jusqu'à sa mort en 1727. Elle fut suivie par le petit-fils de Pierre Ier, Pierre II, qui fit agrandir le palais de Mattarnovi en 1727 par l'architecte Domenico Trezzini. Trezzini, qui avait conçu le palais d'Eté en 1711, était l'un des plus grands représentants du style Baroque pétrovien, repensa entièrement et agrandit le palais d'Hiver de Mattarnovi à tel point que le palais entier de Mattarnovi devint l'un des deux pavillons de clôture du nouveau, et troisième, palais d'Hiver. Le troisième palais, comme le second, était dans le style baroque pétrovien.
En 1728, peu après l'achèvement du troisième palais, la cour impériale quitta Saint-Pétersbourg pour Moscou et le palais d'Hiver perdit son statut de principale résidence impériale. Moscou avait de nouveau été désignée capitale, statut qui avait été accordé à Saint-Pétersbourg en 1713. Après la mort de Pierre II en 1730, le trône passa à une nièce de Pierre Ier, Anna Ivanovna, duchesse de Courlande.

### Anne (1730-1740)
La nouvelle impératrice se souciait plus de Saint-Pétersbourg que ses prédécesseurs immédiats ; elle rétablit la cour impériale au palais d'Hiver et, en 1732, Saint-Pétersbourg remplaça officiellement Moscou comme capitale de la Russie, une position qu'elle devait conserver jusqu'en 1918.
Ignorant le troisième palais d'Hiver, l'impératrice, à son retour à Saint-Pétersbourg, s'installa au palais voisin d'Apraxine. En 1732, la tsarine chargea l'architecte Francesco Bartolomeo Rastrelli de reconstruire et d'agrandir complètement le palais Apraxine, incorporant d'autres maisons voisines. Ainsi, le noyau du quatrième et dernier palais d'Hiver n'est pas le palais de Pierre le Grand, mais le palais de l'amiral général Fiodor Matveïevitch Apraxine.
L'impératrice Anne, bien qu'impopulaire et considérée comme « terne, grossière, grasse, dure et méchante », était désireuse d'introduire un air plus civilisé et cultivé à sa cour. Elle conçut de nouvelles livrées pour ses domestiques et, sur ses ordres, de l'hydromel et la vodka furent remplacés par du champagne et du bourgogne. Elle chargea les boyards de remplacer leur mobilier ordinaire par celui d'acajou et d'ébène, tandis que ses propres goûts en décoration d'intérieur coururent vers une coiffeuse en or massif et une «chaise de détente» en argent, parsemé de rubis. C'est dans ce contexte de magnificence et d'extravagance qu'elle donna son premier bal dans la galerie nouvellement achevée du palais d'Hiver, qui, au milieu de l'hiver russe, ressemblait à une orangeraie. Cette quatrième version du palais d'Hiver devait être un projet en cours pour l'architecte Rastrelli tout au long du règne de l'impératrice Anne.

### Élisabeth (1741–1762)
Le petit tsar Ivan VI, succédant à Anne en 1740, fut bientôt déposé dans un coup d'état sans effusion de sang par la grande-duchesse Élisabeth, fille de Pierre le Grand. Déléguant presque tous les pouvoirs à ses favoris, la nouvelle impératrice Élisabeth assuma une vie de plaisir qui conduisit la cour du palais d'Hiver à être décrite plus tard par l'historien russe Vassili Klioutchevski comme un lieu de «misère dorée».
Pendant le règne d'Élisabeth, Rastrelli, travaillant toujours à son plan original, conçut un plan entièrement nouveau en 1753, sur une échelle colossale - l'actuel palais d'Hiver. L'achèvement accéléré du palais devint une question d'honneur pour l'impératrice, qui considérait le palais comme un symbole de prestige national. Les travaux sur le bâtiment se poursuivirent tout au long de l'année, même dans les mois les plus rigoureux de l'hiver. La privation à la fois du peuple russe et de l'armée causée par la guerre de Sept Ans en cours ne permit pas d'entraver le progrès. 859 555 roubles furent alloués au projet, une somme levée par une taxe sur les tavernes appartenant à l'État. Bien que les ouvriers gagnent un salaire mensuel d'un rouble seulement, le coût du projet dépasse le budget, si bien que le travail cesse à cause du manque de ressources malgré le désir obsessionnel de l'impératrice de l'achever rapidement. En fin de compte, les taxes sur le sel et l'alcool furent augmentées pour financer les coûts supplémentaires, même si le peuple russe était déjà grevé par les taxes pour payer la guerre. Le coût final fut de 2 500 000 roubles. En 1759, peu avant la mort d'Elizabeth, un palais d'Hiver digne de ce nom était en voie d'achèvement.

### Catherine II (1762-1796)
C'est l'impératrice Élisabeth qui choisit la princesse allemande, Sophie d'Anhalt-Zerbst, comme épouse pour son neveu et successeur, Pierre III. Le mariage ne fut pas un succès, mais ce fut cette princesse qui, comme la Grande Catherine, fut principalement associée au palais d'Hiver. En 1762, à la suite d'un coup d'État au cours duquel son mari fut assassiné, Catherine promena son fils Paul, âgé de sept ans, sur le balcon du palais d'Hiver devant une foule excitée. Elle ne présenta pas son fils comme le nouveau et légitime dirigeant de la Russie, cependant; cet honneur elle l'usurpa elle-même.
Le patronage de Catherine sur les architectes Starov et Giacomo Quarenghi vit le palais encore agrandi et transformé. À cette époque, un opéra qui existait dans l'aile sud-ouest du palais fut détruit pour fournir des appartements aux membres de la famille de Catherine. En 1790, Quarenghi redessina cinq des salles de réception de Rastrelli pour créer les trois vastes salles de l'enfilade de la Neva. Catherine était responsable des trois grands palais contigus, connus collectivement sous le nom d'Ermitage - le nom par lequel l'ensemble du complexe, y compris le palais d'Hiver, allait être connu 150 ans plus tard.
Catherine avait été impressionnée par l'architecte français Jean-Baptiste Vallin de la Mothe, qui avait conçu l'Académie impériale des Beaux-arts (également à Saint-Pétersbourg) et lui commanda d'ajouter une nouvelle aile au palais d'Hiver. Elle fut conçue comme un lieu de retraite des formalités et des cérémonies de la cour. Catherine la baptisa Ermitage, un nom utilisé par sa prédécesseure la tsarine Élisabeth pour décrire ses appartements privées dans le palais.
L'intérieur de l'aile de l'Ermitage devait être un simple contraste avec celui du palais d'Hiver. En effet, il est dit que le concept de l'Ermitage comme une retraite fut suggéré à Catherine par cet avocat de la vie simple, Jean Jacques Rousseau. En réalité, c'était un autre grand palais en lui-même, relié au palais principal par une série de passerelles couvertes et de cours chauffées dans lesquelles volaient des oiseaux exotiques rares. Remarqué pour son beau portique et son attention aux détails d'une nature délicate, il était richement meublé avec une collection d'art sans cesse croissante.
La collection d'art du palais fut assemblée au hasard d'une manière éclectique, souvent avec un souci de quantité plutôt que de qualité. La plupart des œuvres d'art achetées pour les palais arrivaient en tant que parties d'un lot de travail dont le souverain avait acquis des collections entières prêtes à être assembler. Les ambassadeurs de l'impératrice à Rome, Paris, Amsterdam et Londres étaient chargés de rechercher et d'acheter des milliers d'œuvres d'art inestimables en son nom. Ironie du sort, alors que la haute société de Saint-Pétersbourg et la famille étendue des Romanov se moquaient de la dernière impératrice de Russie pour fournir ses palais par Maples de Londres, elle suivait les pratiques de la Grande Catherine, qui, sinon par vente par correspondance, certainement acheté « à l'aveugle ».
Ainsi, entre 1764 et 1781, la Grande Catherine acquiert six grandes collections : celles de Johann Ernst Gotzkowsky, Heinrich von Brühl, Pierre Crozat, Horace Walpole, Sylvestre-Raphael Baudouin et enfin, en 1787, la collection John Lyde-Brown. Ces grandes assemblées d'art comprenaient des œuvres de maîtres tels que Rembrandt, Rubens, Titien, Raphaël, Tiepolo, Van Dyck et Reni. L'acquisition de 225 peintures formant la collection Gotzkowsky était une source de fierté personnelle pour Catherine. Gotzkowsky l'avait mis en place pour l'adversaire de Catherine, Frédéric le Grand de Prusse qui, à la suite de ses guerres contre la Russie, ne pouvait pas se permettre de payer pour cela. Cette collection comprenait de grandes œuvres flamandes et hollandaises, notamment le «Portrait d'un jeune homme au gant» de Frans Hals. En 1769, la collection Bruhl apporta au palais d'Hiver deux autres œuvres de Rembrandt, Portrait of a Scholar et Portrait of an old man in red.
Alors que certains aspects de cette collecte maniaque auraient pu être une manifestation du désir de Catherine de reconnaître ses concepts intellectuels, il y avait aussi une motivation plus fondamentale : la nécessité. Vingt ans plus tôt, l'ameublement des palais impériaux était si rare que des lits, des miroirs, des tables et des chaises devaient être transportés entre Moscou et Saint-Pétersbourg chaque fois que la cour se déplaçait.
Comme le palais se remplissait d'art, il déborda dans l'Ermitage. La collection d'art de Catherine devint si importante qu'il devint nécessaire de confier à l'architecte formé en Allemagne, Yury Velten, la construction d'une seconde et plus grande extension du palais, qui devint plus tard le Vieil Ermitage. Plus tard, Catherine commanda une troisième extension, le Théâtre de l'Ermitage, conçu par Giacomo Quarenghi. Cette construction nécessita la démolition du troisième palais d'Hiver, tombant en ruine, de Pierre le Grand.
La vie de l'impératrice dans l'Ermitage, entourée de son art et de ses amis, était plus simple que dans le palais d'Hiver adjacent ; là, l'impératrice donnait de petits soupers intimes. Les serviteurs étaient exclus de ces dîners et une pancarte sur le mur disait : «Assieds-toi là où tu veux, et quand tu voudras, sans que cela te soit répété mille fois.»
Catherine fut également responsable d'avoir introduit l'affection durable pour toutes les choses françaises à la cour russe. Alors qu'elle détestait personnellement la France, son dégoût ne s'étendait pas à sa culture et à ses mœurs. Le français est devenu la langue de la cour; le russe a été relégué pour l'usage seulement en parlant aux domestiques et aux inférieurs. L'aristocratie russe fut encouragée à embrasser les philosophies de Molière, Racine et Corneille. Le palais d'Hiver devait servir de modèle à de nombreux palais russes appartenant à l'aristocratie de Catherine, tous, comme le palais d'Hiver lui-même, construit par l'esclavage des serfs russes. La sophistication et les manières observées à l'intérieur du palais d'Hiver étaient en grande contradiction avec la sombre réalité de la vie en dehors de ses murs extérieurs dorés. En 1767, alors que le palais d'Hiver grandissait en richesse et en splendeur, l'impératrice publia un édit prolongeant le servage en Russie. Pendant son règne, elle asservit plus d'un million de paysans. Les travaux se poursuivirent sur le palais d'Hiver jusqu'au moment de la mort de l'impératrice en 1796.

### PaulIer, AlexandreIeret NicolasIer(1796-1855)
La Grande Catherine fut remplacée par son fils Paul Ier. Dans les premiers jours de son règne, le nouveau tsar (rapporté par l'ambassadeur britannique à « pas dans ses sens ») augmenta le nombre de troupes stationnées au palais d'Hiver , en positionnant les guérites tous les quelques mètres autour du bâtiment. Finalement, paranoïaque pour sa sécurité et détestant tout ce qui touche à sa mère, il rejeta complètement le palais d'Hiver et construisit le château Saint-Michel comme sa résidence de Saint-Pétersbourg, sur le site de son lieu de naissance. Le tsar annonça qu'il souhaitait mourir sur le lieu de sa naissance. Il fut assassiné là trois semaines après avoir élu domicile en 1801. Paul Ier fut remplacée par son fils de 24 ans, Alexandre Ier, qui dirigea la Russie pendant la période des guerres napoléoniennes. À la suite de la défaite de Napoléon en 1815, le contenu du palais d'Hiver fut encore amélioré lorsque Alexandre Ier acheta la collection d'art de l'ancienne impératrice Joséphine. Cette collection, dont une partie avait été pillée par son ex-mari Napoléon, contenait parmi ses nombreux anciens maîtres la Descente de la Croix de Rembrandt et quatre sculptures d'Antonio Canova.
Alexandre Ier fut remplacé en 1825 par son frère Nicolas Ier. Le tsar Nicolas fut responsable de l'apparence et de la disposition actuelles du palais. Il a non seulement effectué beaucoup de changements à l'intérieur du palais, mais fut responsable de sa reconstruction complète après l'incendie de 1837.

## Architecture

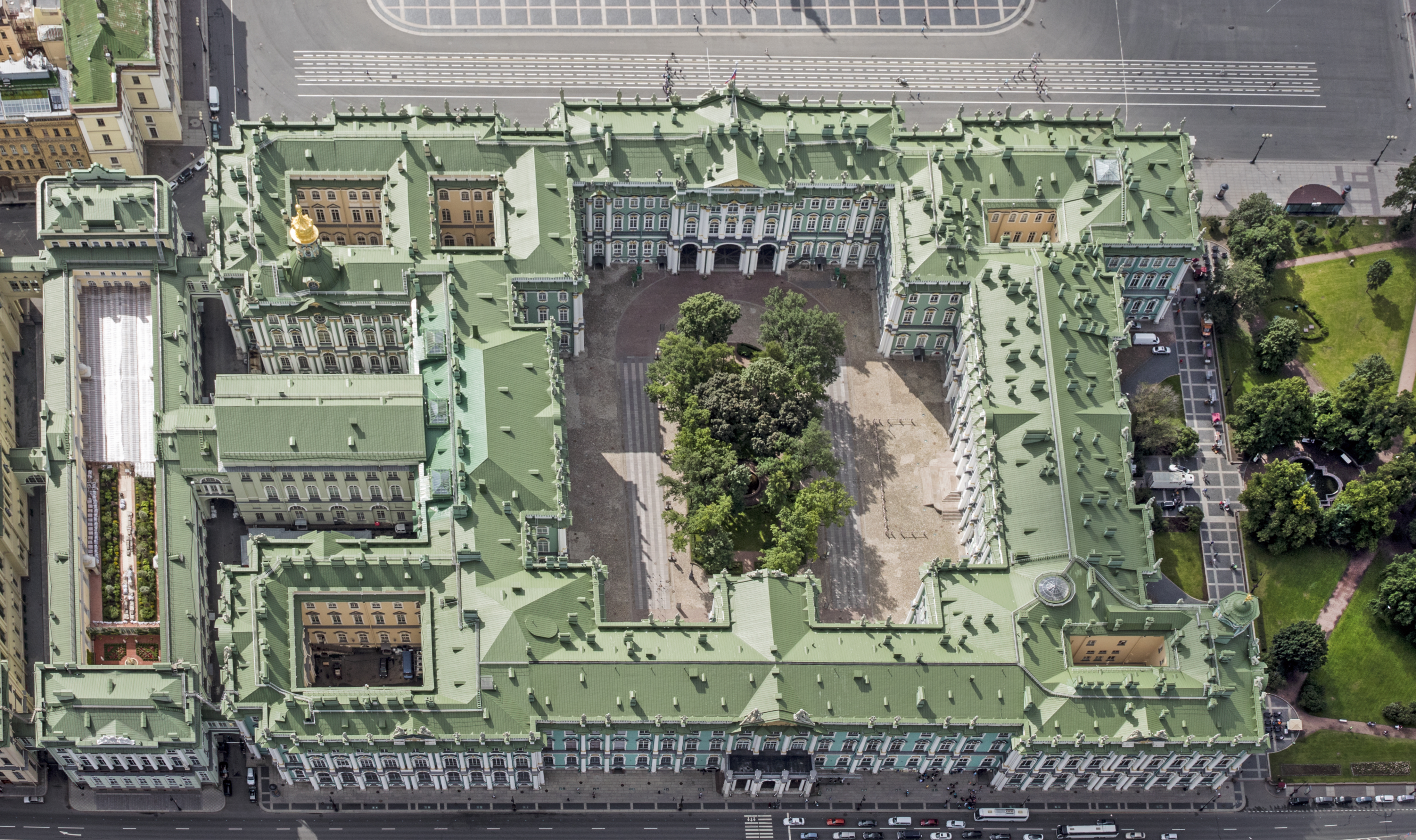
Le palais d'Hiver vu du ciel.

Une fois terminée, la forme extérieure dominante de l'architecture du palais d'Hiver, avec sa décoration en forme de statuaire et ses stucs opulents sur les frontons au-dessus des façades et des fenêtres, est baroque. L'extérieur est resté comme fini pendant le règne de l'impératrice Élisabeth. Les façades principales, celles qui font face à la place du Palais et à la rivière Neva, ont toujours été accessibles et visibles par le public. Seules les façades latérales sont cachées derrière des murs de granite, dissimulant un jardin créé sous le règne de Nicolas II. Le bâtiment a été conçu comme un palais de ville, plutôt qu'un palais privé dans un parc, tel que celui de Versailles.
Le thème architectural continue à travers l'intérieur du palais. Le premier étage, étant l'étage noble, se distingue par des fenêtres plus hautes que celles des étages au-dessus et au-dessous. Chaque fenêtre est séparée de son voisin par un pilastre. La monotonie répétitive des longues élévations n'est brisée que par des baies légèrement saillantes placées symétriquement, dont beaucoup ont leur propre petit portique. Ce thème a été constant lors de toutes les reconstructions et modifications ultérieures du palais. Les seuls changements extérieurs ont été dans la couleur : à plusieurs reprises dans son histoire le palais a été peint de différentes nuances. Au XVIIIe siècle, le palais était peint en jaune paille avec des ornements blancs et dorés. Sous Nicolas Ier en 1837, il a été peint un rouge terne, qu'il est resté à travers la révolution et la période soviétique. Après les travaux de restauration après la Seconde Guerre mondiale, il a été peint en vert avec les ornements représentées en blanc, le schéma de couleurs soviétique standard pour les bâtiments baroques. (le palais Stroganov, par exemple, était également vert et blanc en cette période.) 
En interne, le palais apparaît comme une combinaison du baroque et du néo-classique. Peu du modèle intérieur rococo de Rastrelli a survécu ; seuls l'escalier du Jourdain et la grande chapelle conservent leur style d'origine. Les changements à l'intérieur ont été en grande partie dus aux influences des architectes employés par Catherine le Grand dans les dernières années de sa vie, Starov et Quarenghi, qui ont commencé à changer une grande partie de l'intérieur du palais conçu par Rastrelli. Catherine a toujours voulu les dernières modes, et pendant son règne les influences architecturales néoclassiques plus sévères, à la mode en Europe occidentale à partir de la fin des années 1760, se sont lentement glissées vers Saint-Pétersbourg. Les intérieurs néo-classiques ont été accentués et étendus pendant le règne du petit-fils de Catherine, Nicolas Ier.
On attribue à Quarenghi l'introduction du style néo-classique à Saint-Pétersbourg . Son travail, avec celui de Karl Ivanovitch Rossi et Auguste de Montferrand, a progressivement transformé Saint-Pétersbourg en une «ville de l'Empire». Montferrand a non seulement créé quelques-uns des plus grands intérieurs néo-classiques du palais, mais a également été responsable de l'érection de la colonne d'Alexandre pendant le règne de Nicolas Ier sur la place du palais nouvellement conçue de Rossi.
Longtemps, le palais d'Hiver fut l'édifice le plus haut de la ville. En 1844, Nicolas Ier donna l'ordre que les maisons privées soient au moins 2,13 m plus bas que le palais d'Hiver. Cette règle était en vigueur jusqu'en 1905.

### Intérieur
On dit que le palais d'Hiver contient 1 500 pièces, 1 786 portes et 1 945 fenêtres. La façade principale mesure 150 m de long et 30 m de haut. Le rez-de-chaussée contenait principalement des bureaux administratifs et domestiques, tandis que le deuxième étage était réservé aux appartements des vieux courtisans et des hauts fonctionnaires. Les pièces principales et les quartiers d'habitation de la famille impériale sont au premier étage, l'étage noble. Les grandes salles d'apparat, utilisées par la cour, sont disposées en deux enfilades, du haut de l'escalier du Jourdain. La suite baroque originale de la tsarine Élisabeth en direction de l'ouest, face à la Neva, a été entièrement remaniée entre 1790 et 1793 par Giacomo Quarenghi. Il a transformé l'enfilade originale de cinq salles d'apparat en une suite de trois salles vastes, décorées de colonne de faux marbre, de bas-reliefs et de statuaire.
Une deuxième suite de salles d'apparat orientées vers le sud vers la Grande Chapelle a été créée pour Catherine II. Entre 1787 et 1795, Quarenghi ajouta une nouvelle aile orientale à cette suite qui contenait la grande salle du trône, connue sous le nom de Salle Saint-George, qui reliait le palais d'Hiver au palais moins formel de Catherine, l'Ermitage. Cette suite a été modifiée dans les années 1820 lorsque la galerie militaire a été créée à partir d'une série de petites salles, pour célébrer la défaite de Napoléon. Cette galerie, conçue par Alexandre Ier, fut conçue par Carlo Rossi et fut construite entre juin et novembre 1826 sous Nicolas Ier; elle a été inaugurée le 25 octobre 1826. Pour la Galerie de 1812, le tsar a commandé 332 portraits des généraux instrumentaux dans la défaite de la France. L'artiste était le Britannique George Dawe, qui a reçu l'aide d'Alexandre Poliakov et de Wilhelm August Golicke.
Nicolas Ier fut également responsable de la création des galeries des Batailles, qui occupent la partie centrale de la façade de la place du Palais. Ils ont été redessinés par Alexandre Brioullov pour commémorer les victoires russes avant 1812. Fait intéressant, immédiatement adjacentes à ces galeries célébrant la défaite française, se trouvent les pièces où Maximilien, duc de Leuchtenberg, petit-fils par alliance de Napoléon et beau-fils du tsar, a vécu pendant les premiers jours de son mariage.

### Incendie de 1837
En 1833, de Montferrand fut embauché pour réaménager les salles de réception de l'est et créer la Salle du Maréchal et la Petite Salle Trône. En 1837, un incendie éclata. Sa cause est inconnue, mais sa propagation est attribuée à de Montferrand. L'architecte avait été pressé par le tsar pour une exécution tôt, ainsi il employa des matériaux de bois où la pierre aurait été meilleure. De plus, entre les cloisons en bois construites à la hâte, des cheminées désaffectées étaient dissimulées; leurs cheminées, couplées avec les conduits de ventilation étroits, agirent comme des cheminées pour le feu, lui permettant de se propager de manière indétectable entre les murs de pièce en pièce jusqu'à ce qu'il soit trop tard pour l'éteindre.
Une fois détecté, le feu continua à se propager, mais assez lentement pour que les gardes du palais et le personnel puissent sauver une grande partie du contenu, les déposant dans la neige sur la place du Palais. Ce ne fut pas un mince exploit, car les trésors du palais d'Hiver étaient toujours de lourds meubles et des ornements fragiles plutôt que des peintures plus légères. Pour créer un pare-feu, le tsar ordonna la destruction des trois passages menant à l'Ermitage, un acte chanceux qui sauva le bâtiment et l'immense collection d'art. Le poète russe Vassili Joukovski fut témoin de la conflagration - « un immense feu de joie avec des flammes atteignant le ciel ». Le feu brûla pendant plusieurs jours et détruisit la plus grande partie de l'intérieur du palais d'Hiver.
Semblant ignorer la taille du palais, le tsar ordonna que la reconstruction soit achevée dans un an. Le marquis de Custine décrit les « efforts inouïs » qui étaient nécessaires pour faciliter cela. «Pendant les grandes gelées, on employa continuellement 6 000 ouvriers, dont un nombre considérable mourut chaque jour, mais les victimes furent immédiatement remplacées par d'autres champions amenés à périr.» Le travail était supervisé par Piotr Kleinmichel, qui avait déjà gagné une réputation d'impitoyable lorsqu'il servait dans les colonies militaires sous Araktcheïev.
La reconstruction du palais profita des dernières techniques de construction de l'ère industrielle. Le toit était soutenu par une charpente métallique, tandis que les travées des plafonds des grandes salles étaient soutenues par des poutres de fer. Après l'incendie, l'extérieur, la plupart des suites principales, l'escalier du Jourdain et la grande chapelle furent restaurés à leur conception et décoration originale par l'architecte Vassili Stassov. Certaines des pièces, comme la deuxième plus grande salle du palais d'Hiver, la salle des Armoiries, sont devenues beaucoup plus ornées, cependant, avec un usage intensif de dorures. Les salles plus petites et plus privées du palais furent changées et décorées dans divers styles contemporains du XIXe siècle par Alexandre Brioullov selon les caprices et la mode de leurs occupants prévus, allant du gothique au rococo. Le boudoir cramoisi de la tsarevna, dans les appartements impériaux privés, était une reproduction fidèle du style rococo, que Catherine II et ses architectes commençait à éliminer du palais moins de 50 ans plus tôt. L'une des pièces les plus remarquables du palais fut créée à la suite de l'incendie lorsque la salle de Jaspe, qui avait été détruite, fut reconstruite en tant que la salle Malachite, la principale salle de réception de la suite de la tsarine. Le tsar lui-même, malgré toute la grandeur qu'il créa dans ses palais, aimait la plus grande simplicité. Sa chambre au palais d'Hiver était spartiate, sans aucun ornement, à l'exception de quelques cartes et d'une icône, et il dormait sur un lit de camp avec un matelas de paille.

## Usage du palais
Alors que les salons de réception occupaient les ailes nord et est du palais et que les pièces privées de la famille impériale occupaient l'aile ouest, les quatre coins du bâtiment contenaient des pièces plus petites, qui étaient les appartements des membres inférieurs de la famille impériale souvent étant de deux étages. C'est une des raisons pour lesquelles le palais peut apparaître comme un assortiment déroutant de grandes salles ou de salons sans but évident situé dans les coins impairs du palais. Le fait que la salle Malachite soit séparée de la salle d'Or par une série de chambres et de petits cabinets semble au départ inhabituel. Cependant, si l'on considère dans le contexte que la salle Malachite était la principale salle de réception de l'appartement de l'impératrice alors que la salle d'Or était la principale salle de réception de l'appartement de sa belle-fille, la tsarevna, les pièces ont plus de sens. De même, la vaste salle Blanche, si éloignée des autres grandes salles, était en fait la principale salle des appartements du tsarévitch et de la tsarevna. Ainsi, le palais d'Hiver peut être considéré comme une série de petits palais dans un grand palais, les salles les plus grandes étant publiques tandis que les résidents vivaient dans des suites de différentes tailles, réparties selon le rang.
En tant que résidence formelle des tsars russes, le palais était le cadre d'un divertissement abondant, fréquent et somptueux. La salle à manger pouvait accueillir 1 000 invités, tandis que les salles de réception pouvaient contenir jusqu'à 10 000 personnes, toutes debout, car aucune chaise n'était fournie. Ces pièces, salles et galeries étaient chauffés à une température telle que, alors qu'il faisait moins de zéro dehors, les plantes exotiques s'épanouissaient à l'intérieur, tandis que l'éclairage brillant donnait l'ambiance d'une journée d'été.
Les invités, à des occasions ou lors des cérémonies d'État, suivaient un itinéraire processionnel, arrivaient dans la cour du palais par l'arche centrale de la façade sud, puis pénétraient dans le palais par l'entrée de d'apparat (parfois appelée l'entrée des ambassadeurs). Ils devaient ensuite traverser la salle du Jourdain à colonnades avant de monter le double escalier doré, d'où partaient les deux enfilades des salons de réception. Le principal ou escalier du Jourdain, appelé ainsi car lors de la fête de l'Épiphanie, le tsar le descendait pour la cérémonie de la bénédiction des eaux, est l'une des rares parties du palais à conserver le style rococo original du XVIIIe siècle, bien que les colonnes massives de granite gris aient été ajoutées au milieu du XIXe siècle.
L'une des salles les plus importantes était la grande chapelle du palais. Accréditée au statut de cathédrale, elle était d'une plus grande signification religieuse que les chapelles de la plupart des palais royaux européens. C'était ici que les mariages des Romanov étaient habituellement célébrés avec une tradition et un protocole rigides et immuables. Même la robe de la mariée et la manière de l'enfiler étaient dictées par la tradition. Habillée par l'impératrice, la mariée et sa procession passeraient de la salle Malachite à la chapelle en passant par les salles de réception.
Les membres de la famille impériale n'étaient pas les seuls résidents du palais ; au-dessous de l'armature de métal dans les greniers vivait une armée de domestiques. Les quartiers des domestiques étaient si vastes qu'un ancien domestique et sa famille, à l'insu des autorités du palais, s'étaient installés dans le toit du palais. Ils ne furent découverts que par l'odeur du fumier de la vache qu'ils avaient aussi introduite clandestinement dans le bâtiment pour leur fournir du lait frais. Il semble que cette vache n'était pas le seul bovin dans les greniers ; d'autres vaches étaient gardées à côté de la chambre occupée par les demoiselles d'honneur, afin de fournir du lait frais aux cuisines. Cette pratique fut abandonnée après l'incendie de 1837.

### Musée impérial de l'Ermitage
Après la mort de la Grande Catherine, l'Ermitage était devenu un trésor privé des tsars, qui continuaient de collectionner, mais pas à l'échelle de Catherine. En 1850, la collection de Cristoforo Barbarigo fut acquise. Cette collection de Venise introduit dans le palais d'Hiver d'autres œuvres de Titien, en plus de nombreuses œuvres d'art de la Renaissance italienne.
Nicolas Ier, conscient des grandes galeries d'art des autres capitales européennes, vit que le Grand Ermitage de Catherine avait été considérablement agrandi et transformé en une galerie d'art publique construite à cet effet. En 1839, l'architecte allemand Leo von Klenze élabora les plans et leur exécution fut supervisée par Vassili Stassov, assisté par Alexandre Brioullov et Nikolaï Yefimov,. Avec tant d'architectes impliqués, il y eut inévitablement de nombreux conflits sur la conception et son exécution tout au long des années 1840, le tsar ayant souvent joué le rôle de modérateur. Finalement, après onze ans de conflit architectural, le premier musée d'art de Russie, le musée impérial de l'Ermitage, ouvrit ses portes le 5 février 1852. Les façades du bâtiment était inspirées par le style de l'architecte Karl Friedrich Schinkel. Il fut érigé en marbre gris autour de trois cours et le complexe est remarquable pour la planification asymétrique de ses ailes et de ses planchers. Sur l'ordre du tsar, les visiteurs du musée devaient porter une tenue de soirée, même le matin. Le tsar décréta également que les chapeaux gris étaient « juifs » et que les manteaux étaient « révolutionnaires ». Après avoir négocié le code vestimentaire, le public put voir une grande variété d'œuvres d'art, mais seulement une fraction de la collection impériale. Le palais d'Hiver et d'autres palais impériaux restèrent fermés au public.

## Les derniers tsars (1855-1905)
Le palais d'Hiver était la résidence officielle du souverain russe de 1732 jusqu'à 1917; cependant, il fut leur lieu de vie pour un peu plus de 140 de ces années. Le dernier tsar à résider réellement dans le palais fut Alexandre II, qui régna de 1855 à 1881, quand il fut assassiné. Pendant son règne, il y eut plus des ajouts au contenu, notamment l'acquisition de la collection archéologique du malheureux marquis de Cavelli en 1861 et la « Vierge à l'Enfant » de Léonard de Vinci en 1865, suivi en 1914 de l'achat d'un second portrait de la Vierge par Léonard de Vinci, nommé la « Madonne Benois ».
Alexandre II était une cible constante pour les tentatives d'assassinat, dont une avait été commise dans le palais d'Hiver lui-même. Cet attentat sur la vie du tsar avait été organisé par un groupe connu sous le nom Narodnaïa Volia (Volonté du peuple) et dirigé par un « fanatique sans le sourire », Andreï Jéliabov, et sa maîtresse, Sofia Perovskaïa, qui devint plus tard sa femme. Perovskaïa la fille d'un ancien gouverneur de Saint-Pétersbourg, était bien placée pour apprendre des informations sur qui se passe au sein du palais et à travers ses connexions apprit que des réparations était en cours dans le sous-sol du palais. Un homme du groupe, un charpentier formé, fut ensuite inscrit comme l'un des ouvriers. Chaque jour, il portait des charges de dynamite cachées parmi ces outils, en les plaçant sous la salle à manger privée. La quantité de dynamite était si grande du fait qu'il y avait un étage intermédiaire entre la salle à manger et le sous-sol étant sans importance. Des plans furent faits pour faire exploser la bombe dans la soirée du 17 février (5 février dans le calendrier julien) 1880, assassinant le tsar et la famille impériale quand ils dîneraient. Heureusement pour les Romanov, un invité arrivant de Berlin était en retard, et pour la première fois depuis le début de l'année le dîner fut retardé. Quand la famille quitta le salon pour la salle à manger, la bombe explosa. Si grande fut l'explosion qu'elle put être entendue dans tout Saint-Pétersbourg. La salle à manger avait été complètement démolie et 11 membres de la garde finlandaise dans la salle de garde au-dessous furent tués et 30 autres blessés. L'incident représente l'une des premières utilisations d'une bombe à retardement à des fins politiques. Le New York Times (4 mars 1880) rapporta « la dynamite utilisée était enfermée dans une boîte en fer, et explosa par un système d'horlogerie utilisé par l'homme Thomas à Brême il y a quelques années. »
En 1881, les révolutionnaires réussirent finalement et Alexandre II fut assassiné alors que sa voiture roulait dans les rues de Saint-Pétersbourg. Le palais d'Hiver ne fut plus jamais vraiment habité. Le nouveau tsar Alexandre III fut informé par ses conseillers en sécurité qu'il serait impossible de faire du palais d'Hiver une forteresse sûre. La famille impériale déménagea alors à l'isolé palais de Gatchina, à environ 64 km de Saint-Pétersbourg. En comparaison avec le palais d'Hiver, avec ses 600 salles, le palais de Gatchina entouré de fossé, entourés de forêts, était une maison familiale confortable. Quant à Saint-Pétersbourg, la famille impériale résidait au palais Anitchkov, tandis que le palais d'Hiver était utilisé pour les fonctions officielles. De grandes économies furent faites pour la nourriture et le vin. Le tsar était très intéressé par les frais de fonctionnement du palais, insistant sur le fait que le linge de table ne devait pas être changés tous les jours, et que les bougies et le savon ne devait être remplacés jusqu'à ce qu'ils soient complètement épuisés. Même le nombre d'œufs utilisés dans une omelette fut réduit. Alors que le tsar économisait sur les dépenses des ménages, il ajoutait des éléments à la collection d'art impérial tant du palais que de l'Ermitage. Officiellement, le musée de l'Ermitage avait une allocation annuelle de 5 000 roubles d'achat, mais quand cela s'avéra non suffisant, le tsar lui-même acheta des articles pour le musée.
L'impératrice Maria Feodorovna (Dagmar de Danemark), la femme d'Alexandre III, vit qu'un jardin était aménagé au centre de la cour d'honneur en 1885, une zone auparavant pavée et dépourvue de végétation. L'architecte de la cour Nikolaï Gornostaïev conçut un jardin entouré d'un socle de granit et d'une fontaine, et planta des arbres dans la cour, posant des pavés de calcaire le long des murs du palais.
En 1894, Alexandre III fut remplacé par son fils Nicolas II. Le dernier tsar suspendit le deuil de cour pour son père afin d'épouser sa femme Alix de Hesse dans une cérémonie somptueuse au palais d'Hiver. Cependant, après la cérémonie, le couple des jeunes mariés se retira au palais Anitchkov, avec l'impératrice douairière. Là, ils commencèrent leur vie conjugale dans six petites pièces.
En 1895, Nicolas et Alexandra s'établirent au palais Alexandre à Tsarskoïe Selo. Il resta leur foyer préféré pour le reste du règne. Cependant, à partir de décembre 1895 ils résidèrent pendant des périodes de l'hiver au palais d'Hiver. L'architecte Alexander Krasovsky fut chargé de redécorer une série de pièces dans le coin nord-ouest du palais, y compris la bibliothèque gothique.
En 1896, l'épouse de Nicolas II fut créditée pour la création d'un autre jardin sur l'ancien terrain de parade, sous les fenêtres des appartements privés de la famille impériale. Elle avait trouvé déconcertant que le public puisse regarder dans ses fenêtres. Le jardin fut créé par l'architecte paysagiste Georg Kuphaldt, directeur des jardins et des parcs de la ville de Riga. Ce n'est que l'un des deux jardins qui subsistent aujourd'hui au palais.
Pendant le règne de Nicolas II, la vie à la cour était plus calme qu'elle ne l'avait jamais été, en raison de la nature de retraite de la tsarine et de sa méfiance envers la haute société de Saint-Pétersbourg. Selon l'opinion de l'Impératrice : « Saint-Pétersbourg est une ville pourrie, et pas un atome russe. » Sous son influence, graduellement les grandes réceptions de cour et les bals au palais d'Hiver, qui avaient humouré et cultivé la puissante noblesse, prirent fin. Ils ont été brièvement remplacés par des représentations théâtrales à l'Ermitage, dont «personne ne profitait», et même les représentations théâtrales cessèrent.
Le dernier grand rassemblement impérial au palais d'Hiver fut un bal costumé sur le thème du règne d'Alexis Ier, qui eut lieu les 11 et 13 février 1903 (Bal de 1903 au palais d'Hiver). Le grand-duc Alexandre Mikhaïlovitch rappela l'occasion comme « le dernier bal spectaculaire dans l'histoire de l'empire ... [mais] une nouvelle et hostile Russie regardait à travers les grandes fenêtres du palais… pendant que nous dansions, les ouvriers étaient en grève et les nuages en Extrême-Orient étaient dangereusement bas. » Toute la famille impériale, le tsar en tant qu'Alexis Ier, l'impératrice en tant Maria Miloslavskaïa, tous vêtus de riches costumes du XVIIe siècle, posèrent dans le théâtre de l'Ermitage, beaucoup portant d'originales pièces inestimable spécialement importés du Kremlin, pour ce qui allait être leur dernière photographie.
En 1904, la Russie était en guerre avec le Japon, et le Tsarévitch nouveau-né était secrètement malade; le tsar et l'impératrice abandonnèrent définitivement Saint-Pétersbourg, le palais d'Hiver et la haute société (considérée par l'impératrice comme décadente et immorale) pour le plus grand confort, la sécurité et l'intimité de Tsarskoïe Selo. C'est ainsi que le palais d'Hiver, conçu et destiné à impressionner, à refléter et à renforcer la puissance des Romanov, perdit sa raison d'être plus d'une décennie avant la chute de la dynastie qu'il était destiné à accueillir et à glorifier.

## Chute de la maison Romanov (1905-1918)
Après le déménagement de la famille impériale au palais Alexandre à Tsarskoïe Selo, le palais d'Hiver devint un simple bureau administratif et un lieu de divertissement officiel. Tout au long de l'année, la famille déménagea d'un palais à l'autre : en mars, à Livadia ; en mai à Peterhof (pas le grand palais, mais une villa du XIXe siècle dans son terrain) ; en juin, ils naviguèrent sur le yacht impérial, le Standart ; août fut passé en Pologne, à Spala, septembre à Livadia, avant un retour à Tsarskoïe Selo pour l'hiver.
Le tsar trahit ses vues privées de Saint-Pétersbourg en 1912, alors qu'il s'adressait à un groupe de dignitaires et de familles lui disant adieu, alors que la famille partait vers des contrées plus chaudes : « Je ne suis désolé que pour vous qui restez dans cette tourbière ». Cependant, aux sujets ordinaires du Tsar, le palais d'Hiver était considéré non seulement comme la maison des tsars, mais comme un symbole du pouvoir impérial. Dans ce rôle, il devait être au centre de certains des événements les plus importants de l'histoire russe du début du XXe siècle. Trois de ces événements se distinguent dans l'histoire de la Russie : le massacre du Dimanche rouge en 1905; l'ouverture de la première Douma d'État en 1906, inaugurée dans la Salle St George; et enfin la prise du palais par les révolutionnaires en 1917.
Le massacre du Dimanche rouge est le résultat de l'ignorance publique du lieu de résidence du tsar. Il se produisit le 22 janvier [calendrier julien : le 9 janvier] 1905, au cours d'une manifestation organisée par des ouvriers vers le palais d'Hiver. Les tirs les plus proches de manifestants se produisirent près de la cathédrale Saint-Isaac, à l'entrée des jardins d'Aleksandr menant à la place du Palais devant le palais d'Hiver. Le massacre fut déclenché lorsqu'un prêtre orthodoxe russe et dirigeant populaire des classes ouvrières, le père Gapone, annonça son intention de mener une protestation pacifique de 100 000 grévistes désarmés pour présenter une pétition au tsar, pour appeler à des réformes fondamentales et à la création d'un parlement constituant. Les manifestants ignoraient que le palais n'était rien de plus qu'une icône inhabitée du pouvoir impérial, et que le tsar n'y résidait plus. Le tsar n'avait été informé de la manifestation prévue que la veille, et aucune suggestion n'avait été faite que le tsar devrait rencontrer une députation ou envoyer un représentant pour accepter la pétition. Au lieu de cela, le ministre de l'Intérieur dressa des troupes supplémentaires. Alors que les grévistes s'approchaient du palais portant des icônes religieuses et chantant l'hymne impérial, les troupes du tsar ouvrirent le feu. Alors que le nombre de victimes est contesté, les estimations modérées sont en moyenne d'environ 1 000 hommes, femmes et enfants tués ou blessés. Le massacre, connu sous le nom de « dimanche sanglant », était une grave erreur de la part de l'Okhrana et eût de graves conséquences pour le régime tsariste. Il serait également le catalyseur de la révolution de 1905.
Par la suite, peu de choses changèrent politiquement en Russie pendant cette période, et le palais d'Hiver resta dans l'obscurité. En 1913, la dynastie des Romanov célébra son tricentenaire, mais les foules qui affluaient pour voir les processions étaient minces, l'impératrice apparut malheureuse et l'héritier malade. Le tsar et l'impératrice refusèrent d'organiser une fête au palais d'Hiver, mais ils organisèrent deux petites réceptions, auxquelles l'impératrice n'assista pas. En 1914, la Russie fut obligée de rentrer dans la guerre à la suite de l'Alliance de la Triple-Entente. Le tsar et l'impératrice retournèrent brièvement au palais d'Hiver pour se tenir sur leur balcon afin d'accepter les saluts et les hommages des troupes qui partaient. Ironiquement, contrairement aux monarques d'Europe qui se tenaient sur des balcons ornés de velours, entourés de leurs familles, le tsar et l'impératrice se tenaient seuls dans un coin d'un balcon sans ornement, semblant presque perdu à côté d'un emblème impérial surdimensionné, bientôt abattu par leurs propres sujets. Alors que les troupes qui partaient saluaient leur monarque devant le palais, des plans étaient en train d'être dressés pour stocker le contenu du palais et convertir les salons de réception en hôpital pour recevoir les troupes de retour.
Au début de la guerre, la Russie subit de lourdes pertes aux lacs de Mazurie et à Tannenberg et c'est au palais d'Hiver que de nombreux blessés revinrent. Rebaptisé Hôpital Tsarévitch Alexeï Nikolaïevitch, à partir d'octobre 1915, le palais était un hôpital entièrement équipé, ses salons de réception transformées en chambres d'hôpital. La salle des Feld-Maréchaux devint une station de soins, la salle des Armoiries une salle d'opération. La petite salle du Trône devint un réfectoire pour les médecins, tandis que des employés plus modestes étaient logés dans la salle Nicolas. Les infirmières étaient hébergées dans des appartements plus intimes, autrefois réservés aux membres de la famille étendue des Romanov. La galerie de 1812 devint un entrepôt, le vestibule de l'escalier du Jourdain, la cantine de l'hôpital et ses bureaux de débarquement.
Comme la guerre tournait mal pour la Russie, ses catastrophes se reflétèrent à Saint-Pétersbourg. Le tsar décida de rejoindre le front, laissant l'impératrice diriger efficacement la Russie de Tsarskoïe Selo. Ce fut un choix impopulaire pour les sujets du tsar et la famille Romanov, comme l'Impératrice embauchait et congédiait indistinctement souvent, il était supposé, sur les conseils de son favori, Raspoutine. Après le meurtre de Raspoutine par le neveu du tsar en décembre 1916, les décisions et les nominations de l'impératrice devinrent plus erratiques et la situation s'aggrava et Saint-Pétersbourg tomba sous le joug de la révolution.
Forcé d'accepter le désespoir de la guerre et de la situation intérieure, le 15 mars 1917, Nicolas II abdiqua en faveur de son frère, le grand-duc Mikhaïl Alexandrovitch. Le grand-duc refusa promptement d'accepter le trône sans le soutien de l'armée et de son peuple. Un gouvernement provisoire fut nommé et de nombreux membres de l'ancienne famille impériale furent arrêtés, y compris l'ancien tsar, l'impératrice et leurs enfants. Plus aucun membre de la famille Romanov ne vivait au palais d'Hiver après l'abdication de 1917 et très rarement après 1905. Nicolas II, sa femme et ses enfants furent tous détenus en captivité jusqu'à ce qu'ils soient abattus à Ekaterinbourg en 1918. D'autres membres de l'ex-famille impériale rencontrèrent des destins semblables ou s'échappèrent en exil.

## Le siège du gouvernement provisoire (1917)
C'est cette période turbulente de l'histoire de la Russie, connue sous le nom de Révolution de Février, qui pendant un bref moment vit le palais d'Hiver rétabli comme siège du gouvernement et point focal de l'ancien Empire russe. En février 1917, le gouvernement provisoire russe, dirigé par Alexandre Kerenski, s'installa dans le coin nord-ouest du palais, la salle Malachite étant la salle du conseil principal. La plupart des salles de réception étaient cependant encore occupées par l'hôpital militaire.
Ce serait une courte occupation du palais et du pouvoir. Le 25 octobre 1917, le gouvernement provisoire échoua et, réalisant que le palais était une cible pour les bolcheviks les plus militants, il ordonna sa défense Tout le personnel militaire de la ville s'engageait à soutenir les bolcheviks, qui accusaient le gouvernement de Kerenski de «livrer Petrograd aux Allemands pour leur permettre d'exterminer la garnison révolutionnaire».
Ainsi le gouvernement provisoire, assisté de quelques serviteurs loyaux restants, qui avaient autrefois servi le tsar, se barricada dans le palais. Beaucoup de membres du personnel administratif fuirent, laissant le palais sévèrement sous-défendu par des Cosaques, des Cadets et 137 femmes soldats du Bataillon des femmes. La nourriture commandée par les occupants du palais fut réquisitionnée par les bolcheviks et, en état de siège, le palais d'Hiver entra dans la période la plus mouvementée de son histoire. Selon l'histoire soviétique, cinq mille marins nouvellement arrivés de Kronstadt furent déployés pour attaquer le palais, tandis que le croiseur Aurore se positionna sur la Neva, tous ses canons étant entraînés vers le palais. De l'autre côté de l'eau, les bolcheviks s'était emparé de la forteresse Pierre-et-Paul et avait tourné leur artillerie vers le bâtiment assiégé. Alors que le gouvernement provisoire, maintenant impuissant, se cachait dans les chambres privées de l'ancienne famille impériale, surveillant nerveusement les scènes extérieures, les bâtiments du gouvernement de la place du Palais se rendirent un à un aux bolcheviks, laissant le palais à quelques heures de la destruction.
À 19 heures, le gouvernement tint sa dernière réunion dans la salle Malachite, avec le téléphone et tous les moyens de contact avec le monde extérieur déconnectés. Un court débat détermina qu'ils ne quitteraient pas le palais pour tenter de dialoguer avec les foules hostiles à l'extérieur. Avec le palais complètement entouré et scellé, l'Aurora commença son bombardement de la grande façade de Neva pendant que le gouvernement refusait un ultimatum à se rendre. D'autres tirs de mitrailleuses et d'artillerie légère furent dirigés sur le palais alors que les bolcheviks pénétraient dans l'escalier de Sa Majesté. Dans la bataille qui s'ensuivit, il y eut des pertes des deux côtés jusqu'à ce que les bolcheviks aient finalement, à 2 heures du matin, le contrôle du palais. Laissant une traînée de destruction, ils fouillèrent pièce après pièce avant d'arrêter le gouvernement provisoire dans la petite salle à manger de l'appartement privé, d'où ils furent emmenés en prison dans la forteresse de l'autre côté de la rivière. Kerenski réussit à échapper à l'arrestation et à s'échapper à Pskov, où il rallia des troupes loyales pour tenter de reprendre la capitale. Ses troupes réussirent à capturer Tsarskoïe Selo, mais furent battues le lendemain à Poulkovo.
John Silas Reed, journaliste communiste présent au palais quelques heures après sa prise par les bolcheviques, affirme qu'aucun pillage n'eut lieu de la part des insurgés, malgré les rumeurs alarmistes provenant du journal Narod et de la Douma municipale. La majorité des biens de valeurs étaient en effet à Moscou, et les quelques pièces d'argenterie dérobées l'auraient été par des visiteurs après que le palais ait été ouvert au public. Le journaliste note à ce propos que dès la découverte de ces disparitions, le gouvernement soviétique constitua une commission d'artistes et d'archéologues chargée de les retrouver[source insuffisante].
Le palais d'Hiver était désormais un bâtiment redondant et endommagé symbolisant un régime méprisé, confronté à un avenir incertain. La prise du palais d'Hiver donne lieu à une reconstitution historique filmée, organisée par les bolcheviks lors du 3e anniversaire en 1920. Avec des milliers de Gardes Rouges dirigés par Lénine, et assistés par 100 000 spectateurs, la reconstitution est devenue l'un des événements les plus connus de la révolution russe.
Ironiquement, la Garde Rouge fit irruption dans le palais par une porte arrière laissée ouverte, gardée par des réserves blessées et handicapées. Cela donna lieu à l'occasion d'être décrite comme la naissance de l'État soviétique. Nikolai Podvoisky, l'un des premiers de la troïka, qui dirigea la prise d'assaut originale, fut tellement impressionné par la reconstitution qu'il commanda à Sergei Eisenstein de faire son film Octobre. Certaines caractéristiques, telles que les banques de projecteurs qui apparaissent dans le film d'Eisenstein, indiquent qu'Eisenstein était plus influencé par la reconstitution que par l'événement original,.

## Nouveau régime
Le 30 octobre 1917, le palais fut déclaré faisant partie des musées publics de l'Ermitage. Cette première exposition du palais d'Hiver concernait l'histoire de la révolution, et le public pouvait voir les salons privés de la famille impériale. Cela dut être une expérience intéressante pour le public, car si les autorités soviétiques nièrent les pillages et les dommages au palais pendant sa prise d'assaut, le connaisseur russe Alexandre Alexandrovich Polovtsov, qui avait visité ces pièces immédiatement avant et après l'événement, décrivit les appartements privés comme la zone la plus endommagée du palais. Le contenu des salons de réception avait été envoyé à Moscou pour la sécurité lorsque l'hôpital avait été établi, et le musée de l'Ermitage lui-même n'avait pas été endommagé pendant la révolution.
Après la Révolution, il y eut une politique d'enlèvement de tous les emblèmes impériaux du palais, y compris ceux sur la pierre, le plâtre et la ferronnerie. Pendant l'ère soviétique, beaucoup de trésors restants du palais furent dispersés autour des musées et des galeries de l'Union soviétique. Certains furent vendus pour la monnaie forte tandis que d'autres furent donnés aux dignitaires en visite. Alors que le contenu original disparaissait et que d'autres objets provenant de collections séquestrées commençaient à être exposés dans le palais, les distinctions entre l'usage original et ultérieur de la pièce se sont estompées. Alors que certaines chambres ont conservé leurs noms d'origine, et même certains des attributs de la Russie impériale, comme l'ameublement des Petites et Grandes Salles du Trône, beaucoup d'autres pièces sont connues sous le nom de leurs nouveaux contenus, comme la Chambre de l'art allemand .
Après le siège de Leningrad (1941-1944), lorsque le palais fut endommagé, une politique de restauration fut mise en place, qui restaura entièrement le palais. De plus, le gouvernement russe n'évita pas catégoriquement les vestiges de l'ère impériale. Pendant la domination soviétique, le palais fit restaurer les emblèmes des Romanov. Les aigles à double tête dorés et couronnés ornèrent une fois de plus les murs, les balcons et les portes.
Le palais d'Hiver n'est plus le centre d'un grand empire, et les Romanov ne résident plus là, mais l'aigle russe couronné sert de rappel de l'histoire impériale du palais.
Aujourd'hui, dans le cadre de l'un des musées les plus connus au monde, le palais attire chaque année 3,5 millions de visiteurs.

## Dans la culture populaire
- Le palais d'hiver peut être construit sous le nom de l'Ermitage et en tant que merveille mondiale dans plusieurs opus de la franchise de jeux vidéo Sid Meier's Civilization (Civilization IV, Civilization V, Civilization VI).

## Galerie

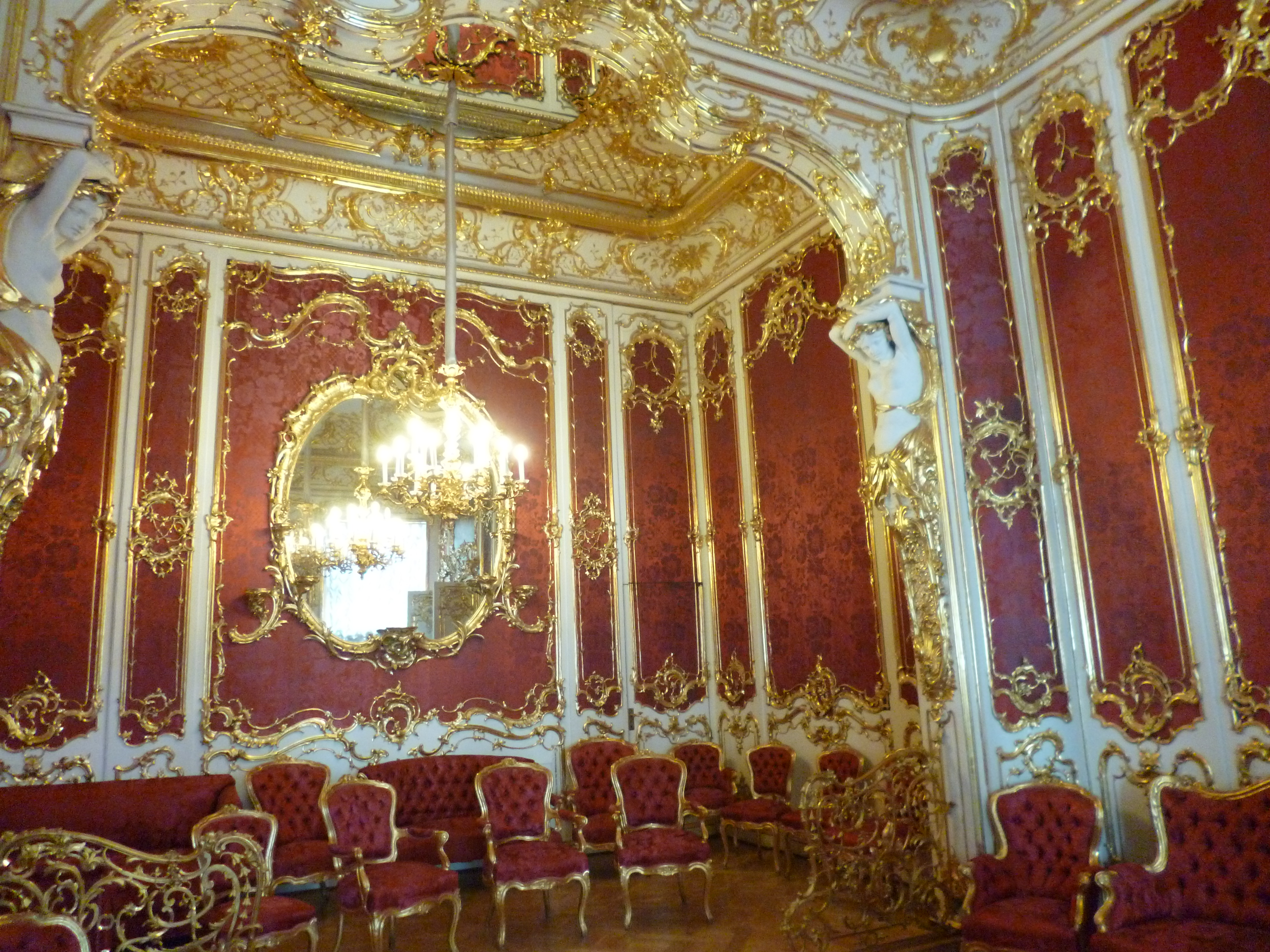
Boudoir.
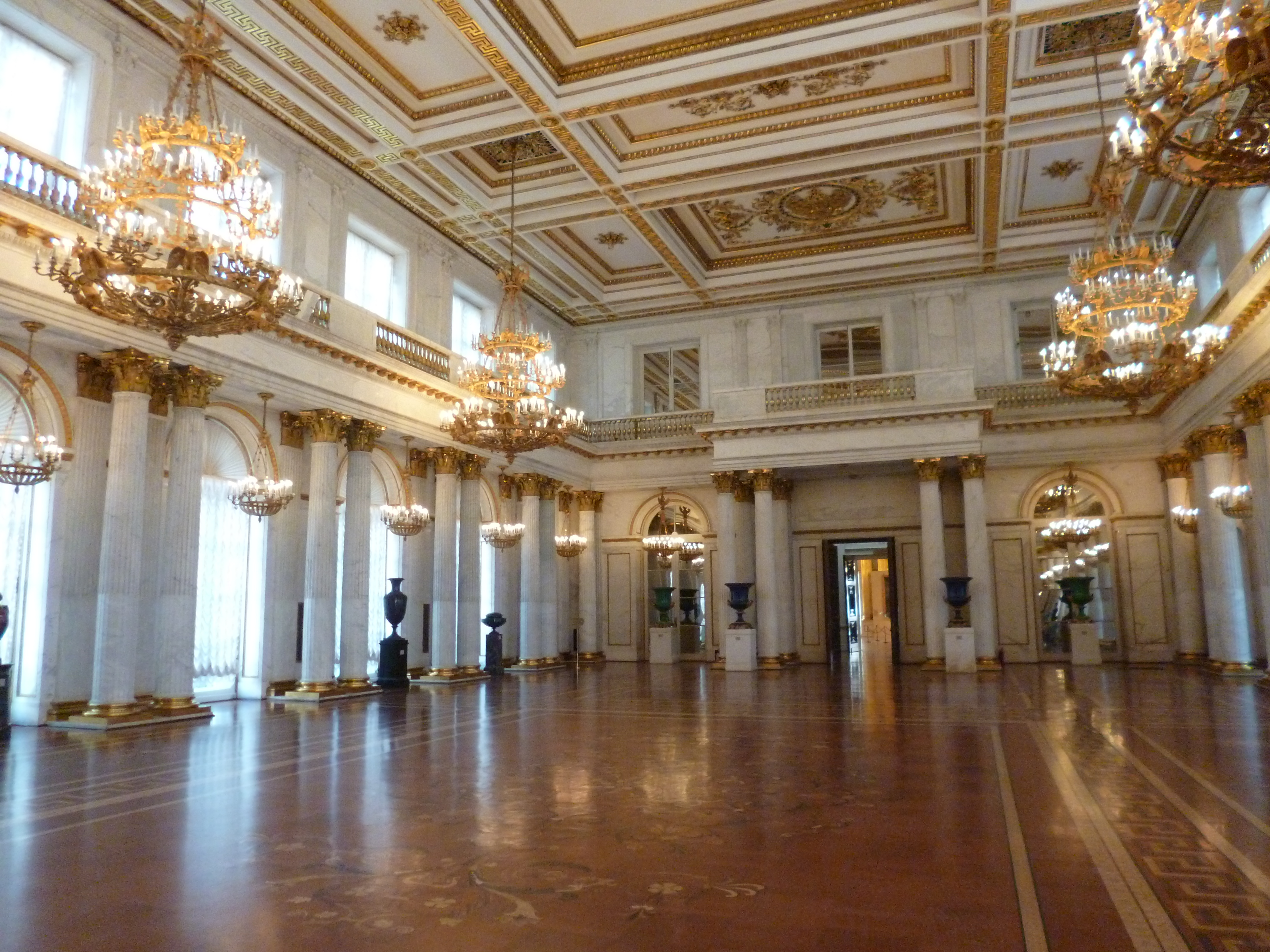
Salle Saint-Georges.
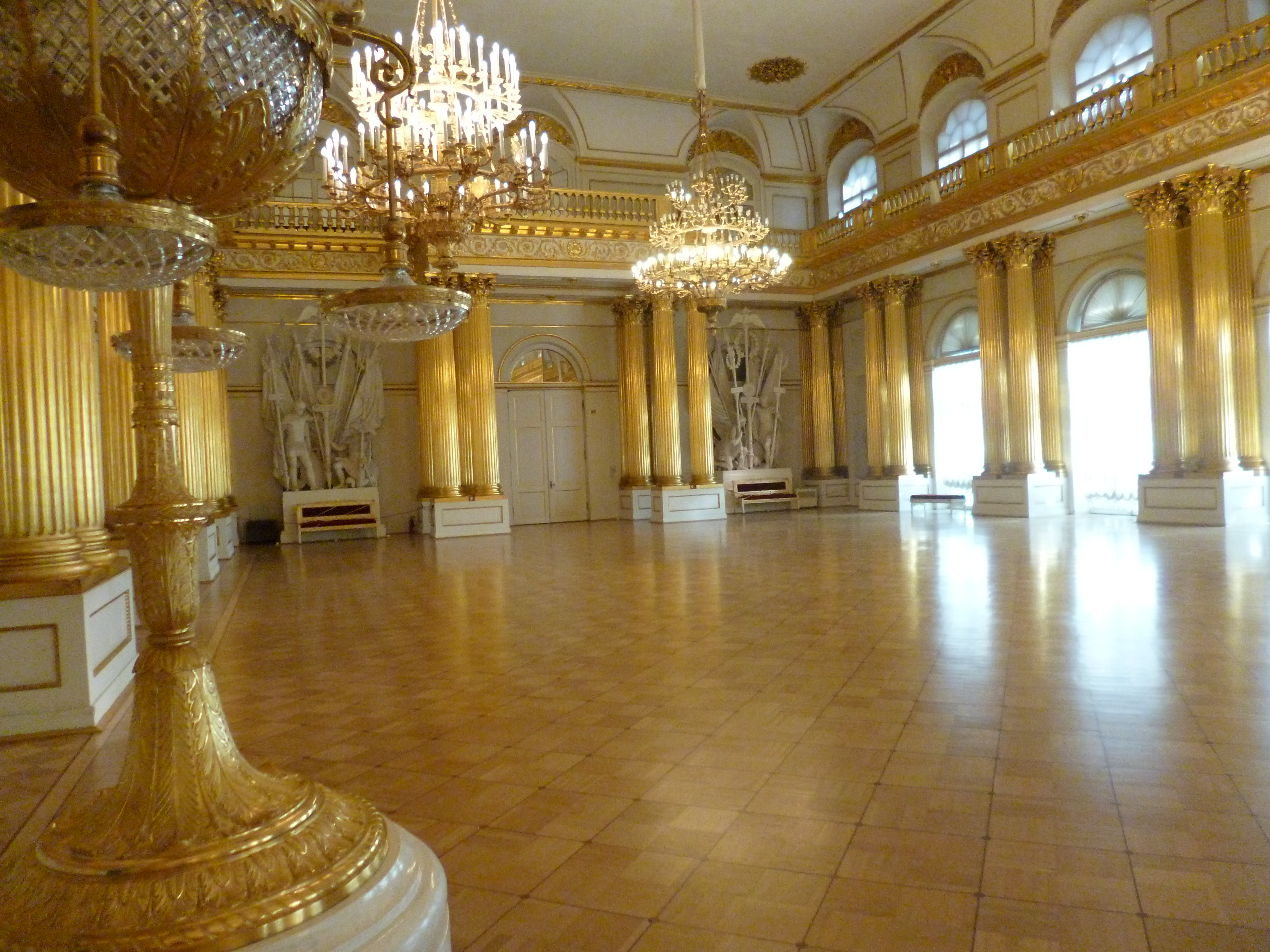
Salle des gardes.
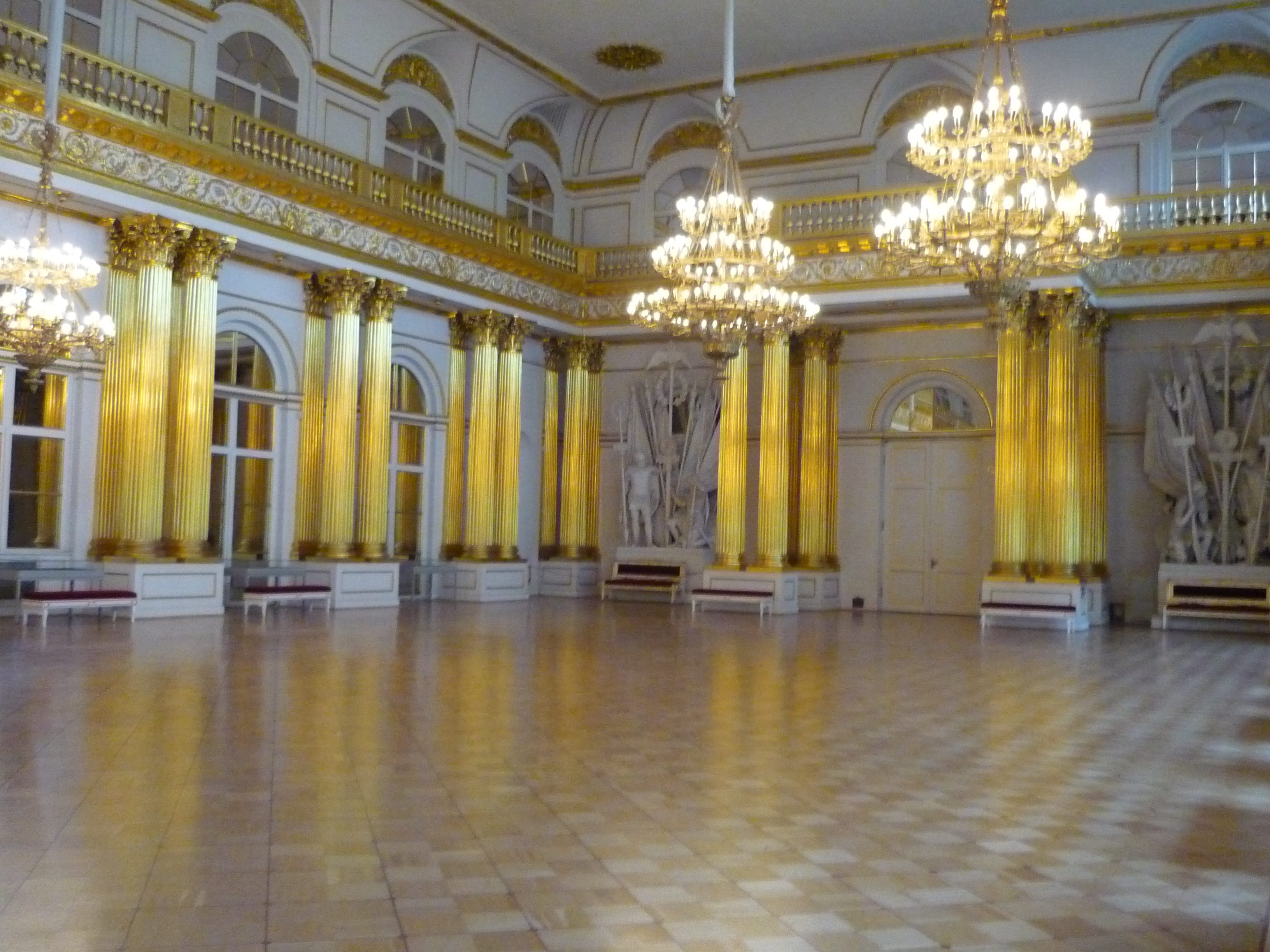
Salle des gardes.
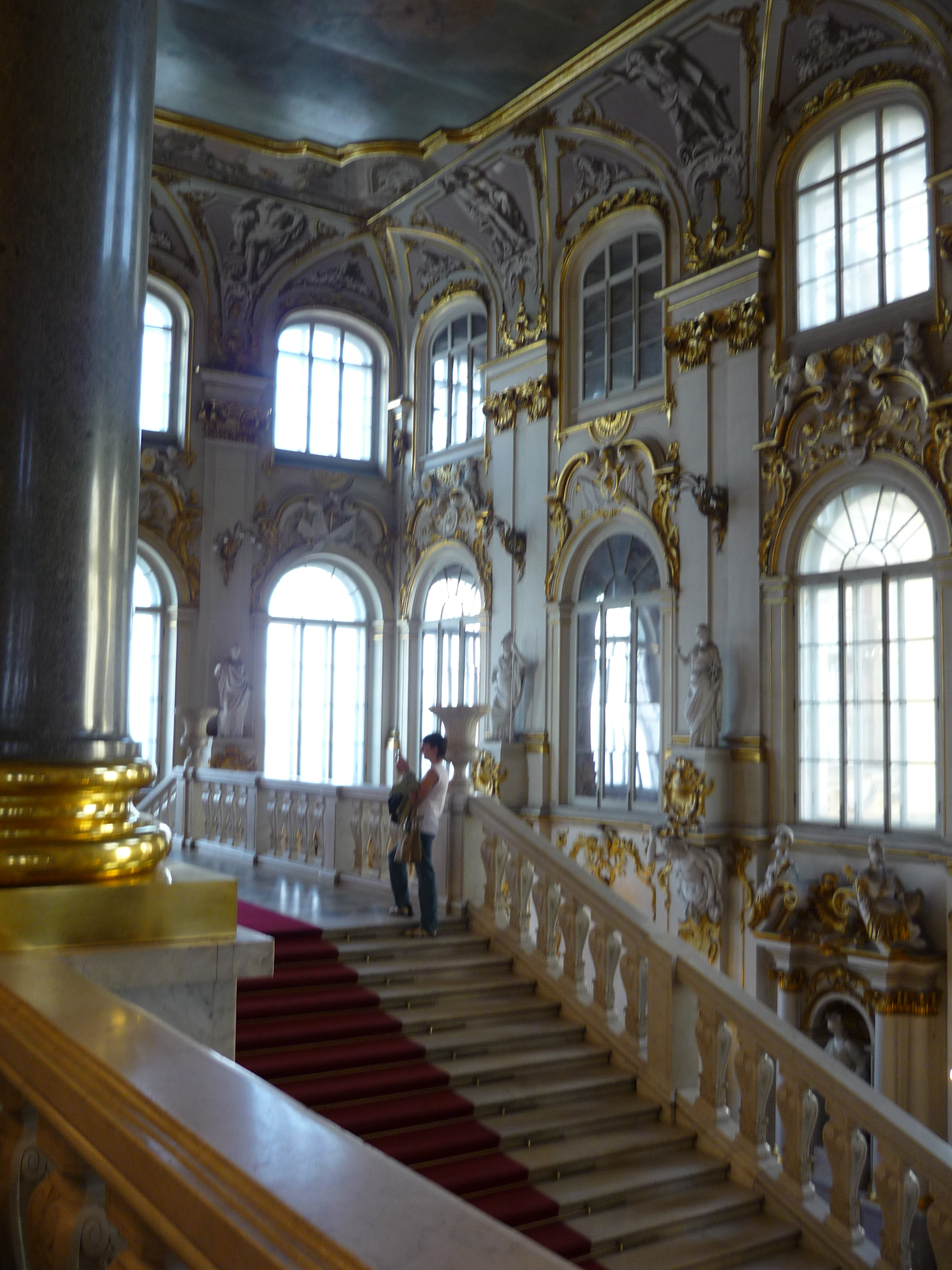
Grand escalier.
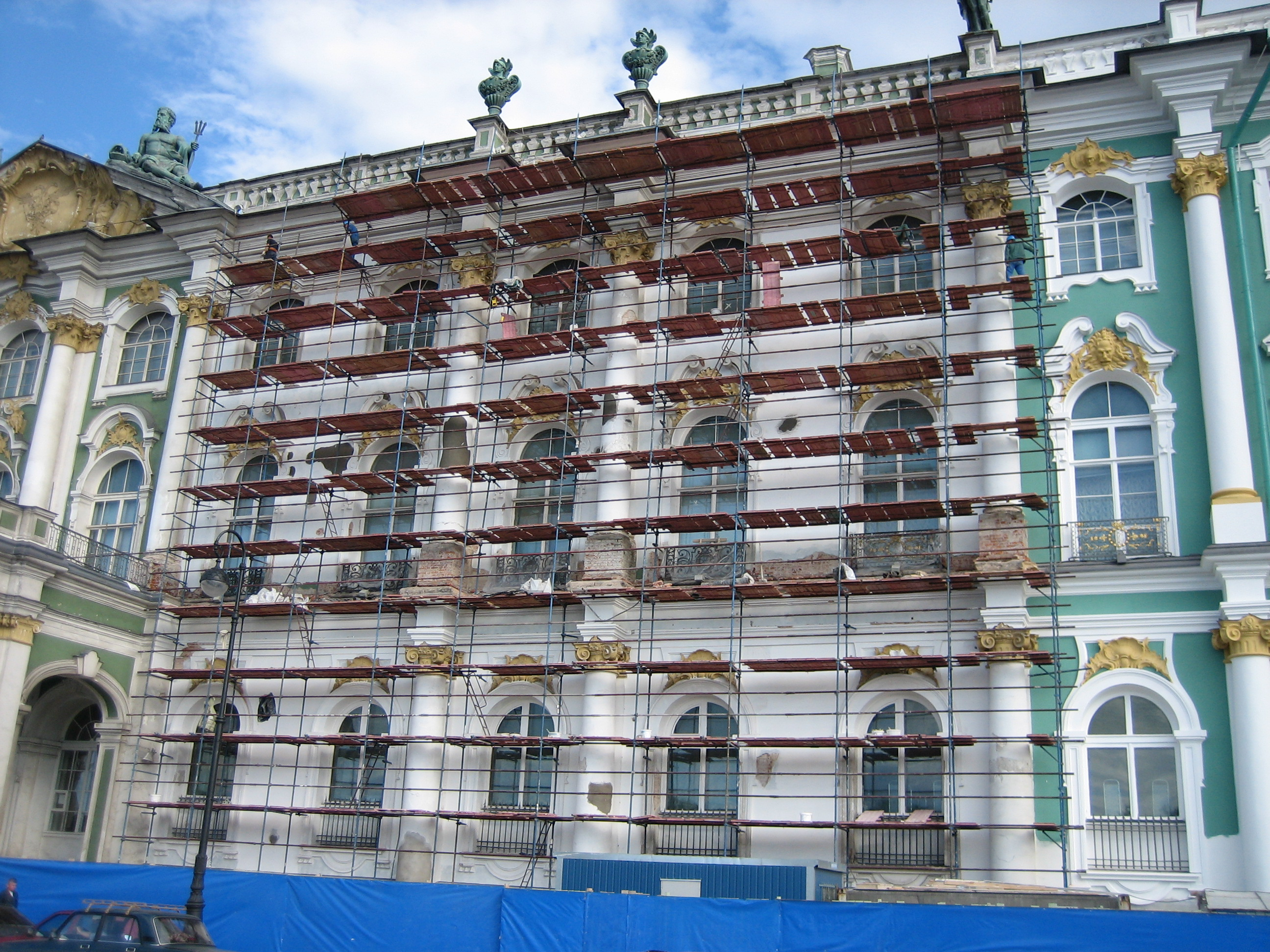
Entretien des extérieurs.